# Dendromyrmex madeirensis
Dendromyrmex madeirensis är en myrart som beskrevs av Mann 1916. Dendromyrmex madeirensis ingår i släktet Dendromyrmex och familjen myror.

## Underarter
Arten delas in i följande underarter:
- D. m. madeirensis
- D. m. melinoni
- D. m. romani